# Quicksilver
Quicksilver, il cui vero nome è Pietro Maximoff, è un personaggio immaginario dei fumetti, creato da Stan Lee (testi) e Jack Kirby (disegni), pubblicato dalla Marvel Comics. La sua prima apparizione avviene in X-Men (vol. 1) n. 4 (marzo 1964).
Superumano capace di muoversi a una velocità supersonica, Quicksilver è il gemello di Scarlet; inizialmente un avversario degli X-Men, è successivamente diventato un supereroe tra i principali membri dei Vendicatori. Nonostante per anni sia stato detto che lui e la sorella fossero mutanti figli di Magneto, tale parentela è stata successivamente smentita in una retcon che dichiara che i poteri dei due derivano dagli esperimenti dell'Alto Evoluzionario.

## Storia editoriale
Apparso per la prima volta ed opera del team creativo composto da Stan Lee e Jack Kirby su X-Men (vol. 1) n. 4, datato marzo 1964, Quicksilver, assieme alla sorella Scarlet, è successivamente divenuto uno dei personaggi principali della testata dedicata ai Vendicatori fin dal numero 16 (maggio 1965) rimanendovi fino alla conclusione del primo volume e divenendo in parallelo, tra il 1991 e il 1993, un personaggio regolare di X-Factor serie che enfatizza l'irritabilità e l'arroganza del personaggio, descritte come una conseguenza naturale dei suoi poteri dallo sceneggiatore Peter David: «Siete mai stati all'ufficio postale dietro a una donna con 20 pacchi che vuole sapere ogni singola maniera in cui può mandarli in Africa? Ti fa impazzire! Ti viene da pensare "Perché devo sopportare questo? Questa gente è così lenta, mi stanno costando tempo, ed è così dannatamente irritante. Vorrei non dover sopportare tutto questo. Ora immaginate che il mondo intero sia così... a parte voi... per Quicksilver, come disse in un numero di Amazing Spider-Man molte, molte lune fa, il resto del mondo si muove a rallentatore. Questo deve davvero, davvero darti ai nervi. Quicksilver vive in un mondo pieno di persone che non sanno usare il bancomat, e vogliono sapere ogni modo per spedire pacchi in Africa, e non riescono a capire correttamente la tua ordinazione da Burger King a meno che non gliela ripeti più volte. Questo tende a farti sentire molto superiore a chiunque e molto impaziente con chiunque». Proprio grazie a tale interpretazione del personaggio David si è aggiudicato l'@ssie award del 2014 da Ain't It Cool News. Il personaggio ha successivamente avuto una propria testata durata 13 numeri e pubblicata (novembre 1997-1998).
Quicksilver ha un ruolo chiave negli eventi di House of M e nella saga Avengers: The Children's Crusade (settembre 2010-maggio 2012), dopodiché diviene un personaggio di supporto di Avengers Academy (agosto 2010-gennaio 2013) e divenire comprimario di New X-Factor con l'ondata Marvel NOW!.

## Biografia del personaggio

### Origini
Nati sul Monte Wundagore, in Transia, dagli zingari Django e Marya Maximoff, Pietro e Wanda sono la seconda nascita gemellare della coppia dopo Mateo e Ana. Al momento della loro nascita il demone Chthon (sigillato sotto il monte) provoca una tempesta mistica che influenza il loro genoma, in particolar modo quello di Wanda, che diviene predisposta alla magia poiché designata come suo futuro corpo ospite. Tempo dopo l'Alto Evoluzionario li rapisce e compie su di loro esperimenti che li dotano di poteri latenti ma, rimanendo insoddisfatto dei risultati, incarica poi una sua creatura, Bova, di riportarli alla loro famiglia. Durante il tragitto, l'essere assiste al parto della supereroina avvelenata da radiazioni Miss America senza riuscire a salvare né lei né i bambini, motivo per il quale cerca di convincere suo marito Robert Frank che Pietro e Wanda siano i suoi figli sopravvissuti ma egli, sconvolto, fugge via. Restituiti ai Maximoff, i gemelli sono comunque costretti a separarsi dai genitori poiché i poteri di manipolazione delle probabilità di Wanda iniziano a manifestarsi in maniera del tutto casuale e incontrollata provocando un incendio nel loro campo rom da cui essi sono i soli a salvarsi grazie alla provvidenziale manifestazione della velocità supersonica di Pietro. Molto tempo dopo incontra una ragazza, Celia, troppo alta e con una cascata di capelli rossi, in grado addirittura di trasformarsi in corvo, e se ne innamora perdutamente. I due staranno insieme fino alla fine.

### Confraternita dei Mutanti Malvagi
Per anni i gemelli vivono attraversando l'Europa dell'Est, nascondendosi e scappando da un villaggio all'altro finché, a causa dei suoi poteri, Wanda viene accusata di essere una strega e, come tale, quasi messa al rogo non fosse per il provvidenziale intervento di Magneto, che in seguito li recluta nella sua Confraternita dei mutanti malvagi. I due, intimoriti dal potere del signore del magnetismo, accettano, e assieme a lui affrontano gli X-Men in numerose occasioni, pur nutrendo una certa riluttanza verso le ideologie del leader.
Nel momento in cui il gruppo si scioglie per via della sparizione di Magneto e Toad (rapiti dallo Straniero), Pietro e Wanda decidono che il loro debito di gratidudine nei confronti del signore dei metalli è ripagato appieno.

### Vendicatori

Vendicatori e Quicksilver, disegni di Buscema/Palmer.

Poco tempo dopo, i gemelli vengono contattati da Tony Stark, che propone loro di entrare nella seconda formazione dei Vendicatori, assieme a Capitan America e Occhio di Falco, che col tempo diviene il migliore amico di Wanda. I due rimangono nella squadra per diverso tempo venendo reputati, all'epoca, i primi e per diverso tempo gli unici membri mutanti del gruppo.
Durante la militanza con il gruppo inoltre, i gemelli hanno modo di comprendere la malvagità di Magneto e di riappacificarsi con gli X-Men. Nel momento in cui Wanda venne rapita da Arkon, Pietro la soccorre riportandola sulla Terra ma, successivamente, nel corso di una missione, viene ferito da una Sentinella e soccorso dalla inumana Crystal, con cui nasce una storia d'amore che sfocia nel matrimonio. Contemporaneamente Wanda inizia una relazione con l'androide Visione.
Poco tempo dopo alla base dei Vendicatori arriva Trottola (Robert Frank), che afferma di essere il padre biologico dei due (come dettogli da Bova anni prima), Scarlet viene posseduta da Chthon secondo il progetto messo in atto alla sua nascita; una volta cacciato il demone, viene rivelato che Frank non ha alcuna parentela con i due e Magneto, convintosi a sua volta di essere il padre dei gemelli, si presenta alla nascita della figlia di Quicksilver e Crystal, Luna, mettendoli al corrente della notizia.
La rivelazione di Magneto, unita al controllo mentale eseguito su di lui da Maximus, il fratello di Freccia Nera, ed all'infedeltà coniugale di Crystal, che lo tradisce con il Cavaliere Nero, portano Quicksilver ad attraversare un periodo estremamente buio di forte squilibrio mentale conclusosi quando, assieme al padre, si reca in soccorso di Scarlet, rapita dal malvagio Immortus. Furioso nei confronti della moglie tuttavia, abbandona Attilan e si unisce a X-Factor, salvo poi ritornare in buoni rapporti con essa per il bene della figlia dopo una missione assieme agli X-men contro un gruppo di terroristi mutanti. Assieme alla figlia, assiste poi l'Alto Evoluzionario e i suoi Cavalieri nella battaglia contro Exodus; conflitto durante il quale assume l'Isotopo E, siero sperimentale che aumenta enormemente i suoi poteri. Qualche tempo dopo si unisce alla nuova squadra di Vendicatori e, assieme alla "sorellastra" Polaris, partecipa ad una missione di spionaggio ai danni di Magneto, divenuto intanto sovrano di Genosha.

### House of M e Decimation
Dopo aver perso i suoi due figli per colpa di Mefisto, sua sorella Scarlet diviene sempre più instabile ed inizia a mettere seriamente in pericolo la trama della realtà sicché, temendo che i suoi compagni decidano di ucciderla, Pietro la convince a cambiare radicalmente l'ordito del creato, trasformando la Terra in un mondo in cui i mutanti sono una maggioranza e gli uomini normali una minoranza, dove la casata di M (la famiglia di Magneto, appunto) è unita ed è la più potente del mondo.
Layla Miller e Wolverine riescono però a ricordare gli eventi della loro vita precedenti al mutamento causato da Scarlet e, ritenendo Magneto responsabile di quanto accaduto, ripristinano i ricordi di alcuni eroi e tentano di sconfiggerlo. Durante la battaglia, Strange e il redivivo Occhio di Falco (resuscitato da Wanda stessa) si accorgono però che Scarlet non si rende nemmeno più conto di quanto sta avvenendo o di quello che ha fatto, comprendendo che Quicksilver sia il solo ed unico responsabile, Magneto lo uccide davanti agli occhi di Wanda che, distrutta dal dolore e dalla rabbia, fa ritornare il mondo com'era, eliminando però i poteri mutanti dalla quasi totalità della popolazione mondiale, inclusi il padre e il redivivo fratello.
Per riottenere i poteri perduti, Quicksilver si introduce nel palazzo reale di Attilan e trafuga le Nebbie Terrigene, fonte dei poteri degli Inumani. Dopo esservisi esposto ottiene il potere del viaggio nel tempo, rapisce sua figlia Luna e fa ritorno sulla Terra per servirsi della suddetta sostanza al fine di ripristinare i poteri degli altri mutanti depotenziati Il piano tuttavia va terribilmente male: le Nebbie Terrigene sui non-Inumani provocano effetti incontrollabili causando la morte di numerosi mutanti espostivi, Freccia Nera se le riprende e l'incidente incrina ulteriormente il rapporto tra Pietro e l'ex-moglie. Nuovamente privo di poteri, Pietro viene arrestato per vagabondaggio ma, in carcere, ha una serie di allucinazioni a seguito delle quali riottiene inspiegabilmente la supervelocità e riscopre la vocazione di eroe.

### Potenti Vendicatori
Dopo esser tornato ad indossare il suo costume verde Pietro si unisce ai Cavalieri di Wundagore nel tentativo di redimersi.
Nel tentativo di fermare il mago Mordred, impossessatosi del libro di magia nera Darkhold viene però posseduto da Chton e soccorso dai Potenti Vendicatori cui si unisce dopo aver scoperto che sono stati costituiti dalla sorella Scarlet. Approfittando degli eventi dell'invasione segreta Skrull, Quicksilver ripulisce inoltre la sua fedina penale attribuendo le sue precedenti azioni criminose a uno Skrull che lo avrebbe sostituito. Unici a sapere la verità sono Jarvis, Pym e sua figlia Luna (che ne rimane molto delusa), i quali decidono di mantenere l'inganno nella speranza che Pietro si dimostri degno della seconda chance.
Dopo aver scoperto che la Scarlet al comando dei Potenti Vendicatori è in realtà Loki sotto mentite spoglie, Pietro lo cattura e lo tortura per ottenere delle informazioni su dove si trovi realmente la sorella ma scopre che il Dio delle Malefatte ne è all'oscuro; solo molto tempo dopo riesce finalmente a riabbracciare Wanda, a lungo tenuta prigioniera a Latveria dal Dottor Destino.
Successivamente si unisce all'Accademia dei Vendicatori in qualità di insegnante per allontanarsi dal retaggio di Magneto.

### All-New X-Factor
Dopo aver impedito a Polaris di suicidarsi, Quicksilver si unisce al gruppo supereroistico privato X-Factor assieme alla suddetta e a Gambit; sebbene inizialmente vi faccia soltanto da spia per Havok e i Vendicatori. Durante una conferenza stampa la mutante Fatale lo accusa di essere un criminale per il furto delle Nebbie Terrigene e, dunque, questi confessa pubblicamente d'aver mentito sul fatto che uno Skrull lo stesse impersonando, cosa che gli consente di riguadagnare il rispetto di sua figlia Luna.
Nel corso dello scontro con Onslaught Rosso, Scarlet lancia un incantesimo che finisce per invertire accidentalmente la bussola morale di vari eroi, tra cui essa stessa e, prima che tutto torni alla normalità, i gemelli scoprono che Magneto non è loro padre, motivo per il quale fanno un viaggio a Wundagore e scoprono la verità sulle loro origini dall'Alto Evoluzionario.

### Nuovissimo Universo Marvel
In seguito alla distruzione e rinascita del multiverso Quicksilver diventa membro della Squadra Unione degli Avengers ma, dopo uno scontro con Ultron, muore.

## Poteri e abilità
Quicksilver è dotato della capacità (a lungo ritenuta di natura mutante) di muoversi ad elevatissime velocità. Originariamente capace di raggiungere le 998 miglia orarie o all'incirca la velocità del suono, l'assunzione dell'Isotopo E gli ha conferito la capacità di correre a velocità supersonica e raggiungere il Mach-10 senza risentire di alcuna frizione, nonché di generare intensi vortici d'aria correndo rapidamente in circolo, scalare pareti verticali sfruttando lo slancio iniziale, passare attraverso i corpi solidi, far vibrare un oggetto tanto rapidamente da romperlo, correre attraverso il continente americano in 92 secondi ed andare più veloce della luce. La sua abilità gli consente inoltre di aumentare equilibrio e agilità, velocizzare i processi di guarigione del proprio corpo, i suoi riflessi, ed anche i suoi processi mentali; tanto che lo si è visto risolvere un cubo di Rubik in pochi attimi, cosa che lo porta però ad annoiarsi facilmente, dal momento che le azioni altrui appaiono ai suoi occhi estremamente lente. In un'occasione egli stesso ha affermato: «Ti è mai capitato uno di quei giorni in cui sei allo sportello Bancomat e hai davvero fretta perché sei in ritardo ma la persona davanti a te non sa usare il Bancomat e non finisce più? Ora immagina cosa si prova a passare ogni giorno circondato da persone che non sanno usare il Bancomat».
Dopo aver perso i suoi poteri a causa dell'M-Day, Quicksilver si espone alle Nebbie Terrigene, ottenendo la capacità di sottrarre sé stessi da momenti futuri e trasportarli nel presente come in una sorta di viaggio temporale. Inoltre, incastonandosi i Cristalli Terrigeni all'interno del suo corpo, diviene in grado di far tornare le abilità di tutti i mutanti depotenziati che tocca; seppur brevemente ed in modo distorto nonché letale. Tali capacità gli vengono sottratte dopo che Rictor lo priva dei cristalli ma, poco dopo, riottiene misteriosamente il suo potere originario.

## Altre versioni

### 1602
In 1602, Petros e sua sorella suor Wanda sono i figli dell'inquisitore della Chiesa Spagnola Enrique.

### Amalgam
Quicksilver è stato usato, assieme a dei personaggi DC Comics, per creare due personaggi Amalgam Comics:
- Pietro "Pete" Allen/Mercurio (Mercury): nato dalla fusione con Impulso, nipote di Flash.
- Nichel: nato dalla fusione con Mercurio, membro dei Metal Men.

### Marvel contro DC
Nel crossover Marvel contro DC, Quicksilver affronta Flash (Wally West) prima in una gara di velocità e poi in un corpo a corpo, eliminando flash definitivamente

### Marvel Noir
Nella serie X-Men Noir, Peter Magnus è un detective del NYPD, nonché l'altolocato figlio dell'ispettore capo Eric Magnus.

### Marvel Zombi
Nella serie Marvel Zombi, Quicksilver viene zombificato nella prima miniserie e, in seguito ricompare nel terzo e nel quarto spin-off. Con la sua velocità è stato in grado di diffondere il virus molto rapidamente su scala mondiale intorno al mondo.

### Ultimate

Ultimate Quicksilver e Scarlet disegnati da Bryan Hitch.

Nell'universo Ultimate Pietro Lensherr/Quicksilver ha inizialmente combattuto contro gli Ultimate X-Men al fianco di Magneto e, in seguito, lui e sua sorella Scarlet (con cui ha una relazione incestuosa) si sono uniti agli Ultimates. Dopo la morte della sorella per mano di Ultron, Pietro, folle di rabbia torna nuovamente dalla parte del padre venendo in seguito ucciso accidentalmente da Occhio di Falco, fatto che provoca le ire di Magneto e, di conseguenza, gli eventi di Ultimatum.
Per sua stessa ammissione il Quicksilver Ultimate è in grado di superare la velocità Mach-10, affermando di averla raggiunta quando «avevo ancora i brufoli»; il personaggio si è sempre mostrato molto utile anche nel trovare password per sistemi di altissimo livello o codici per aprire casseforti ed armadietti, riuscendo a decifrarle in pochissimo tempo grazie alla sua velocità.

### Vendicatori/JLA
Nel crossover Vendicatori/JLA, Quicksilver viene controllato mentalmente da Starro e salvato dall'intervento di Wanda e Ms. Marvel. In seguito diviene invidioso del velocista scarlatto Flash in quanto, attingendo alla Forza della velocità, egli riesce a raggiungere la velocità della luce; inoltre nell'universo DC a Flash hanno dedicato un museo, mentre Pietro nel suo universo viene perseguitato in quanto mutante. Dopo essere sconfitto facilmente da Flash (Wally West), collabora con la Justice League nella battaglia finale.

### What If?
In uno scenario autoconclusivo della serie fuori continuity What If?, che ipotizza cosa sarebbe successo se gli X-Men fossero morti tutti eccetto la Bestia nella loro prima missione, Scarlet e Quicksilver sono due alleati del mutante nel momento in cui deve combattere gli Anti-Uomini del Conte Nefaria. Al termine della missione Bestia propone loro di unirsi a lui ma essi rifiutano dicendosi però disposti a altre collaborazioni future.

## Altri media

### Cinema

#### Serie di filmX-Men

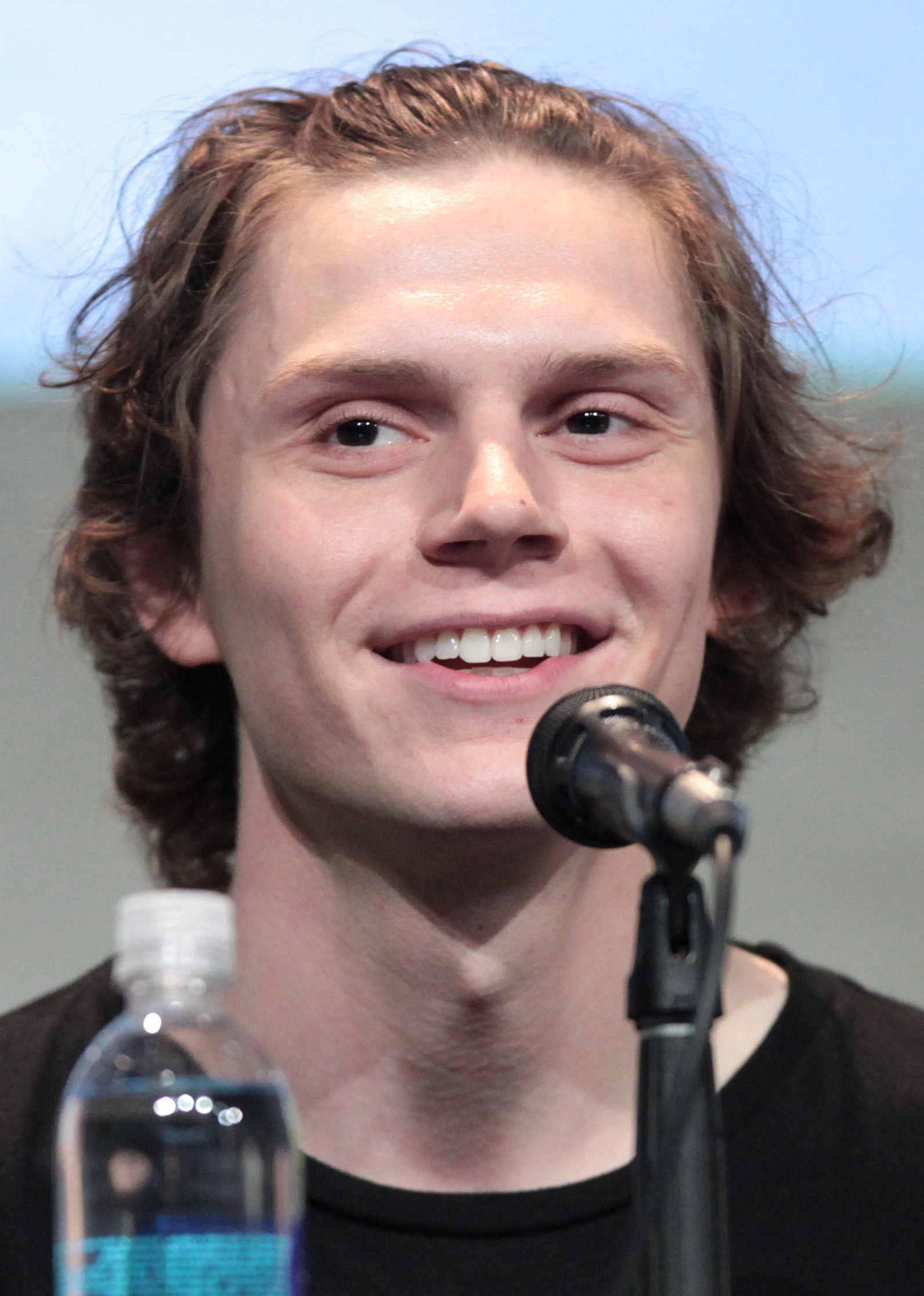
Evan Peters, interprete di Quicksilver nella serie di film X-Men

Nella serie di film X-Men, il personaggio, chiamato Peter Maximoff (sebbene l'adattamento italiano mantenga il nome originale di Pietro), è interpretato da Evan Peters. In questa versione, è un adolescente esuberante e cleptomane, che inizialmente non sa di essere figlio di Magneto, inoltre il suo costume si discosta molto dalla sua controparte cartacea, presentando una giacca di pelle argentata, un paio di occhiali di protezione e una maglietta con il loghi delle sue rock band preferite.
- In X-Men le origini - Wolverine (2009) ha un cameo non parlante come uno dei giovani mutanti catturati da William Stryker, sebbene l'aspetto sia solo vagamente ispirato alla sua controparte cartacea.
- In X-Men - Giorni di un futuro passato (2014), aiuta Wolverine, proveniente da un distopico 2023[72] in cui i mutanti sono imprigionati e sterminati, a far evadere Magneto (che non sa essere suo padre) dalla prigione in cui è rinchiuso nel 1973.
- In X-Men - Apocalisse (2016), ambientato nel 1983[70] il ragazzo, scopertosi essere figlio di Magneto, va alla ricerca di lui e ha un ruolo importante salvando gli X-Men e quasi tutti gli studenti dall'esplosione dell'X-Mansion. Viene catturato insieme a loro da William Stryker e imprigionato nella sua base, tuttavia riescono a fuggire grazie all'aiuto di Jean Grey, Ciclope e Nightcrawler. In seguito lui e gli altri X-Men combattono Apocalisse e i suoi cavalieri, a cui si è unito un affranto Magneto dopo la morte di sua moglie e sua figlia. Grazie alla sua super velocità e forza ha inizialmente la meglio su Apocalisse che picchia ripetutamente ma quest'ultimo riesce a batterlo e Pietro viene ferito a una gamba. A quel punto Apocalisse si prepara ad ucciderli, ma fortunatamente Magneto li salva e tradisce Apocalisse, essendosi pentito per le sue azioni, riuscendo insieme ad uccidere Apocalisse, con Pietro che viene portato in salvo e più tardi si riprende dalle sue ferite e si trasferisce all'X-Mansion, dove diventa ufficialmente un membro degli X-Men. Nonostante inizialmente volesse incontrare Magneto per rivelargli la loro parentela, infine non ne fa parola con quest'ultimo decidendo di dirglielo quando sarà il momento opportuno.
- In Deadpool 2 (2018) appare in un breve cameo.[73]
- In X-Men: Dark Phoenix (2019), Quicksilver, insieme agli altri X-Men, va in missione nello spazio per salvare degli astronauti dopo che lo Space Shuttle Endeavour è stato gravemente danneggiato da un potente brillamento solare e quest'ultimi hanno inviato un segnale di soccorso. Pietro utilizza la sua super velocità per portare i passeggeri sulla loro nave e poi celebra la vittoria della missione una volta tornato sulla Terra insieme ai suoi amici, in seguito entra in coma dopo aver cercato di fermare Jean Grey, per poi risvegliarsi solo alla fine degli eventi narrati.[74][75]
  - Nel 34° film del Marvel Cinematic Universe (MCU) Deadpool & Wolverine (2024), Quicksilver non compare fisicamente ma viene solo menzionato da Gambit. Il membro degli X-Men, venuto da un altro universo alternativo (catalogato come la Terra-TRN414) ed esiliato nel Vuoto, faceva parte della Resistenza (ossia come i Resistenti) guidata dalla giovane mutante X-23 per sconfiggere la tirannia di Cassandra Nova (la sorella gemella cattiva del professor Charles Xavier) e le sue minacce per devastare le realtà parallele, ma purtroppo viene ucciso da quest'ultima, insieme al resto del gruppo (Daredevil, Magneto, il Punitore e la Torcia Umana).

#### Marvel Cinematic Universe

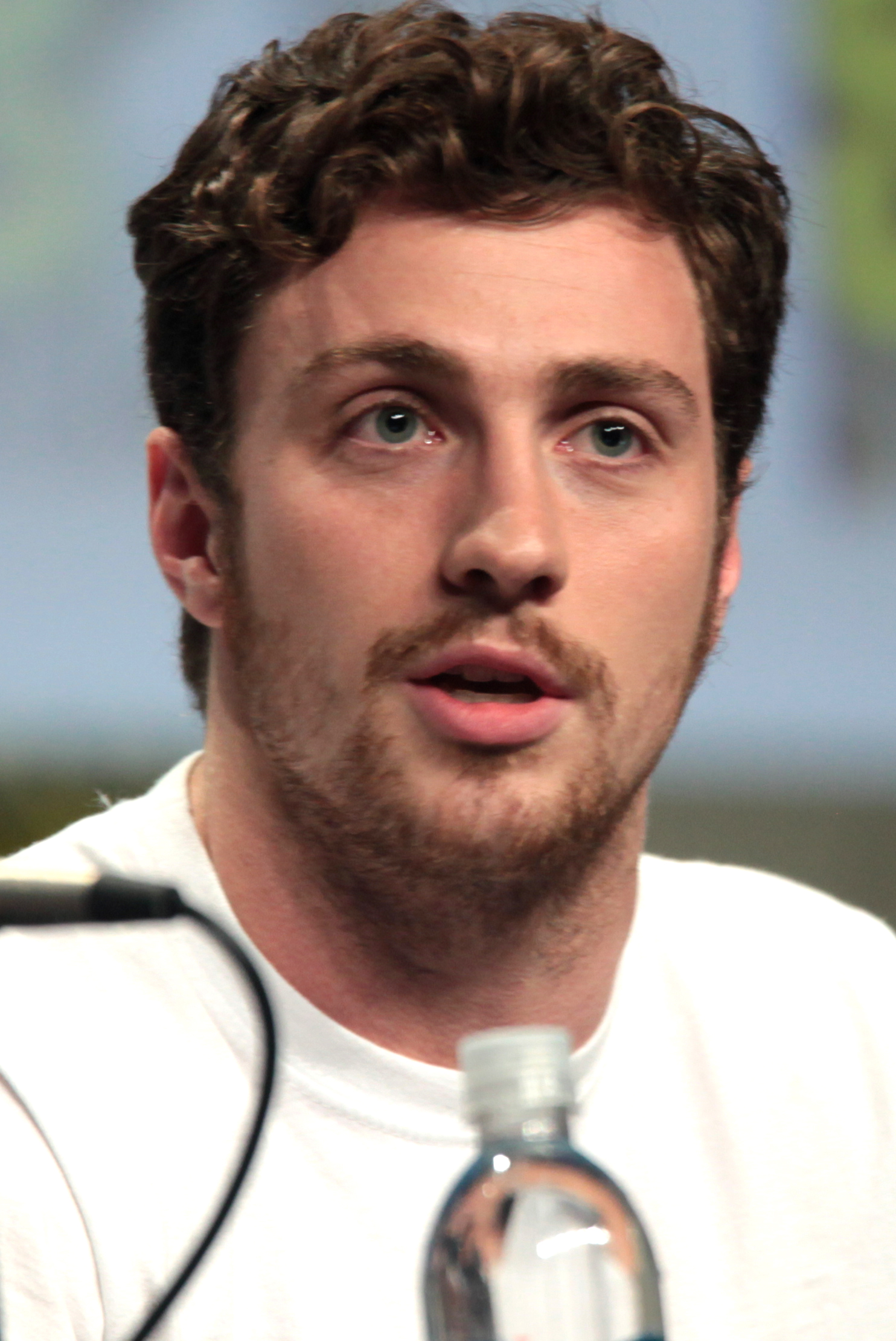
Aaron Taylor-Johnson, interprete di Quicksilver nei film dell'MCU

Nel media franchise del Marvel Cinematic Universe, Pietro Maximoff / Quicksilver è interpretato da Aaron Taylor-Johnson. In tale versione lui e sua sorella Wanda sono due orfani originari del paese immaginario della Sokovia, che hanno ottenuto i loro poteri in seguito ad alcuni esperimenti compiuti su di loro dall'HYDRA.
- In Captain America: The Winter Soldier (2014) Pietro e Wanda compaiono brevemente nella scena dopo i titoli di coda mentre il Barone von Strucker li osserva compiaciuto dei risultati ottenuti esponendoli allo scettro chitauriano.
- In Avengers: Age of Ultron (2015) i gemelli Maximoff sono inizialmente nemici degli Avengers ed uno dei due antagonisti secondari del film, con un forte odio in particolare per Tony Stark (Iron Man) in quanto uno dei missili da lui prodotti in passato ha causato la morte dei loro genitori, ma in seguito, si redimono e entrano a pieno titolo nella squadra aiutandoli ad affrontare Ultron sebbene, nello scontro, Pietro muoia sacrificandosi per salvare Clint Barton (Occhio di Falco) e un bambino usando la sua super velocità e il suo corpo come scudo per molteplici proiettili.[77]
- In una puntata della miniserie WandaVision (2021) compare la versione di Peter Maximoff interpretata da Evan Peters della serie di film X-Men. Il personaggio appare inspiegabilmente nella città di Westview controllata da Wanda, e si dimostra a conoscenza delle circostanze della sua morte, del suo aspetto diverso e della realtà da sitcom creata dalla sorella. Si scoprirà poi essere Ralph Bohner: un abitante di Westview controllato dalla strega Agatha Harkness.

### Televisione

#### Animazione
- Quicksilver compare in alcuni episodi della serie The Marvel Super Heroes.
- Il personaggio è presente nella serie animata degli anni novanta Insuperabili X-Men.
- Quicksilver è un personaggio ricorrente nella serie del 2003 X-Men: Evolution, doppiato in italiano da Ruggero Andreozzi.
- In Wolverine e gli X-Men Quicksilver è un personaggio ricorrente, doppiato nella versione italiana da Oliviero Corbetta.
- Il personaggio compare con importanza crescente in entrambe le stagioni di Super Hero Squad Show.
- Quicksilver compare nell'anime Disk Wars: Avengers, insieme a sua sorella Scarlet.
- Quicksilver compare brevemente in X-Men '97 come trasformazione di Kevin Sydney alias "Morph" e come personaggio di sfondo assieme alla gemella Scarlet e a Polaris.

### Videogiochi
- Quicksilver è un personaggio di supporto nel videogioco Captain America and the Avengers.
- Il personaggio ha un cameo in X-Men Legends II: L'Era di Apocalisse.
- Quicksilver è un avversario del videogame Marvel: La Grande Alleanza 2.
- Il personaggio è presente nel videogioco X-Men: Destiny.
- In Marvel Super Hero Squad: The Infinity Gauntlet, Quicksilver è un personaggio giocabile.
- In Marvel Super Hero Squad Online è un personaggio giocabile.
- Il personaggio compare nel gioco online Marvel: Avengers Alliance.
- Quicksilver compare in LEGO Marvel's Avengers.